# Marin Jugravu
Marin Jugravu (n. 10 aprilie 1955) este un fost deputat român în legislatura 1992-1996, ales în județul Argeș pe listele partidului PDSR.